# Aulacodes convoluta
Aulacodes convoluta là một loài bướm đêm trong họ Crambidae.